# Двухозёрная

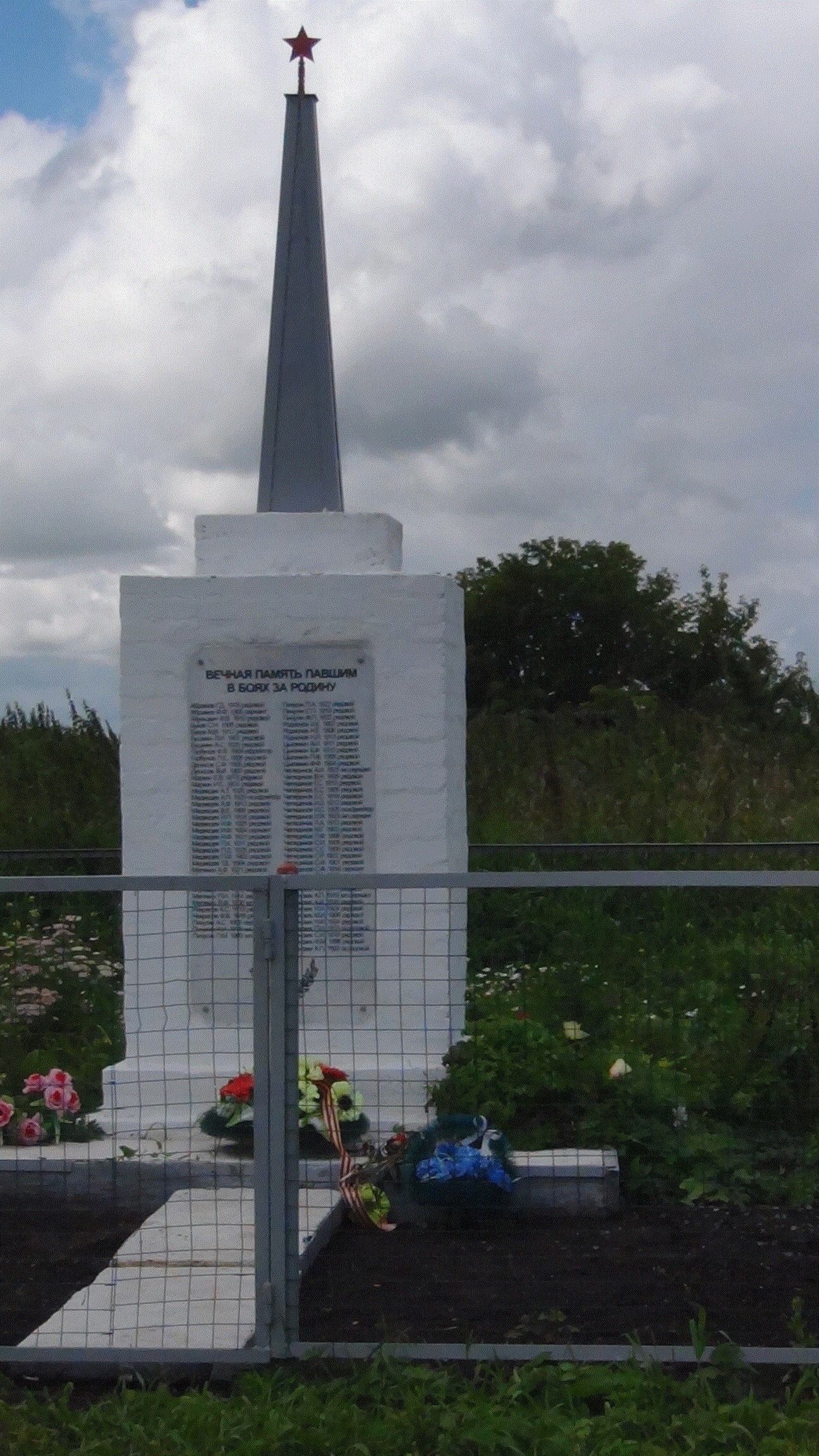
По инициативе жителей деревни Двухозерная установлен Обелиск воинам, павшим в боях в Великую Отечественную войну.

Двухозёрная — деревня в Купайском сельсовете Мишкинского района Курганской области.

## География
Деревня расположена в западной части Курганской области, в северной части Мишкинского района.

## История
Деревня образована в результате объединения нескольких отдельных поселений переселенцев из Воронежских и Пензенских земель. До революции называлась Патриаршая (Патриарша, Патриаршева) — это название ей дали переселенцы из села Патриаршего (с 1957 — Донское) Задонского уезда Воронежской губернии, оно до сих пор употребляется местными жителями.
Образовалась деревня предположительно в конце 1840-х — начале 1850-х годов, в письменных источниках имеется запись от 1866 года: в Оренбургской губернии, в уезде Челябинском, стане 5, по левую сторону коммерческого тракта из г. Челябы в г. Шадринск находится Патриаршева (Долгая), деревня казенная при озере Долгом, расстояние до уездн. города 159 верст; до станов. кварт. 15 верст. Дворов 39, мужчин 148, женщин 147. Церкви, учебные заведения, почтовые станции, ярмарки, базары, фабрики и т. п. не значатся.
1901 год: Оренбургская губерния, Челябинский уезд, Шаламовская волость, селение Патриаршевское 74 двора, 796 душ обоего пола. 160 — расстояние от уездного города; 17 — расстояние от квартиры земского начальника; 17 — расстояние от станов. квартиры; 10 расстояние от волостного или станового правления. 1 школа деревенская, 3 ветровые мельницы. 1 пост.
1916 год: Оренбургская губерния, Шаламовская волость, Патриаршевское общество, деревня Патриаршева при оз. Долгом. Цервокно-приходская школа, 1 лав., 2 мсб.зав. Население приписное: дворов 102, ревизских душ 124, мужчин 368, женщин 353, обоего пола 721. Населения постороннего нет. Разряд крестьян: бывшие государственные. Народность: великоросы. Религия: православные. До Челябинска 162 версты, до Мишкино (ближайшия дж станция) 41 верста, до волости или станицы 10 верст.
Приходская церковь Патриаршей до революции — Петропавловская церковь села Купай.
Постановлениями ВЦИК от 3 и 12 ноября 1923 года образована Уральская область. Деревня вошла в состав Купайского сельсовета Воскресенского района Челябинского округа. 20 апреля 1930 года Воскресенский район упразднён, Купайский сельсовет вошёл в состав Мишкинского района.
В Советское время было образовано 2 колхоза: колхоз «Новый путь» и колхоз имени Свердлова.
17 января 1934 года Уральская область разделена, Мишкинский район вошёл в состав Челябинской области.
18 января 1935 года Купайский сельсовет вошёл в состав вновь образованного Кировского района.
6 февраля 1943 года образована Курганская область.
1 февраля 1963 года Кировский упразднён, территория вошла в Шумихинский сельский район.
С 3 марта 1964 года Купайский сельсовет вошёл в состав вновь образованного Мишкинского сельского района (с 12 января 1965 года — Мишкинского района).
В 1964 г. Указом Президиума ВС РСФСР деревня Патриарша переименована в Двухозёрную.

## Население
| 1866 | 1892 | 1901 | 1916 | 1926 | 1989 | 2002 |
| ---- | ---- | ---- | ---- | ---- | ---- | ---- |
| 295  | ↗537 | ↗796 | ↘721 | ↗760 | ↘76  | ↘45  |
| 2010 |      |      |      |      |      |      |
| ↘22  |      |      |      |      |      |      |

По данным переписи 1926 года в деревне Патриаршая проживало 760 чел., все русские.

## Достопримечательности

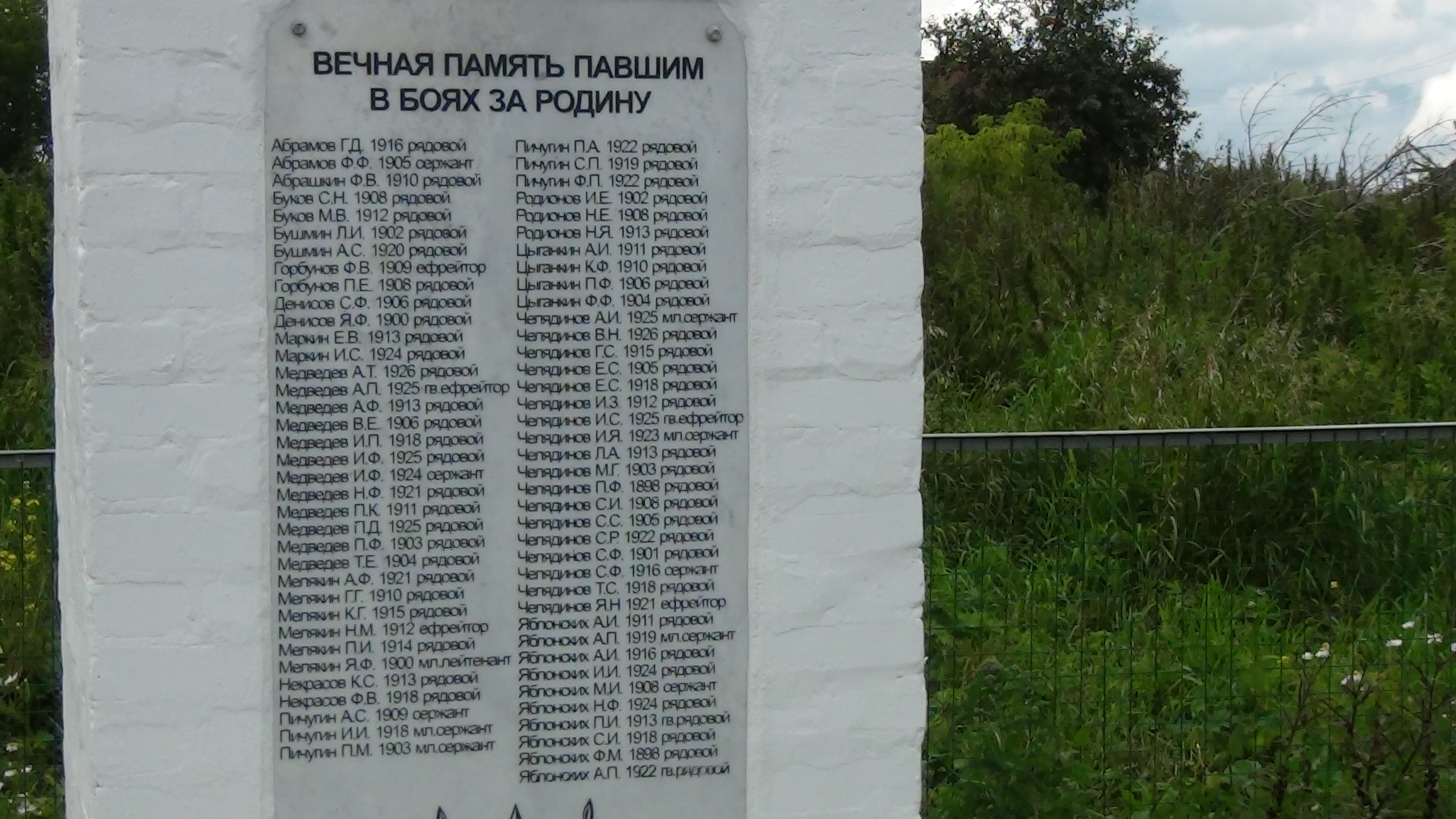
Павшие в Великую Отечественную войну воины из Двухозерной.

Рядом с деревней находится особо охраняемая природная территория — памятник природы регионального значения — «Комплекс болот у деревни Двухозерная», создан 13 ноября 2006, площадь 90,1 га состоит из трех фрагментов: болот Моховое, Клюквенное и Большая Согра. Границы памятника природы соответствуют границам заболоченных урочищ.
По инициативе жителей деревни установлен Обелиск воинам, павшим в боях в Великую Отечественную войну. В числе павших воинов Горбуновы, Медведевы, Мелякины, Пичугины, Цыганкины, Челядиновы, Яблонских.